# Großer Michel

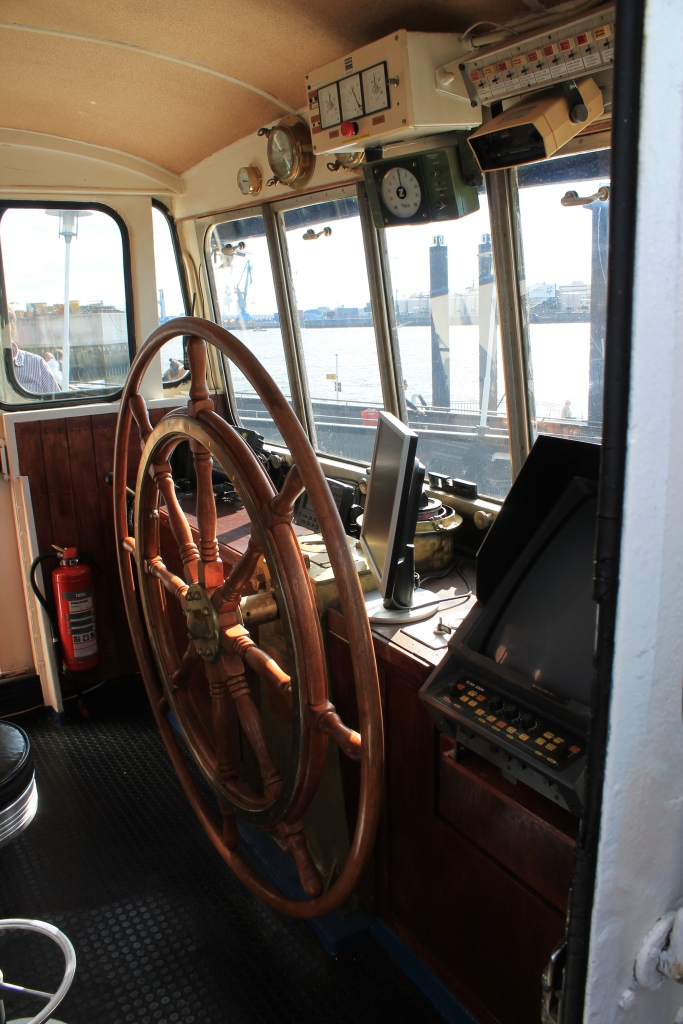
Steuerstand auf der Brücke

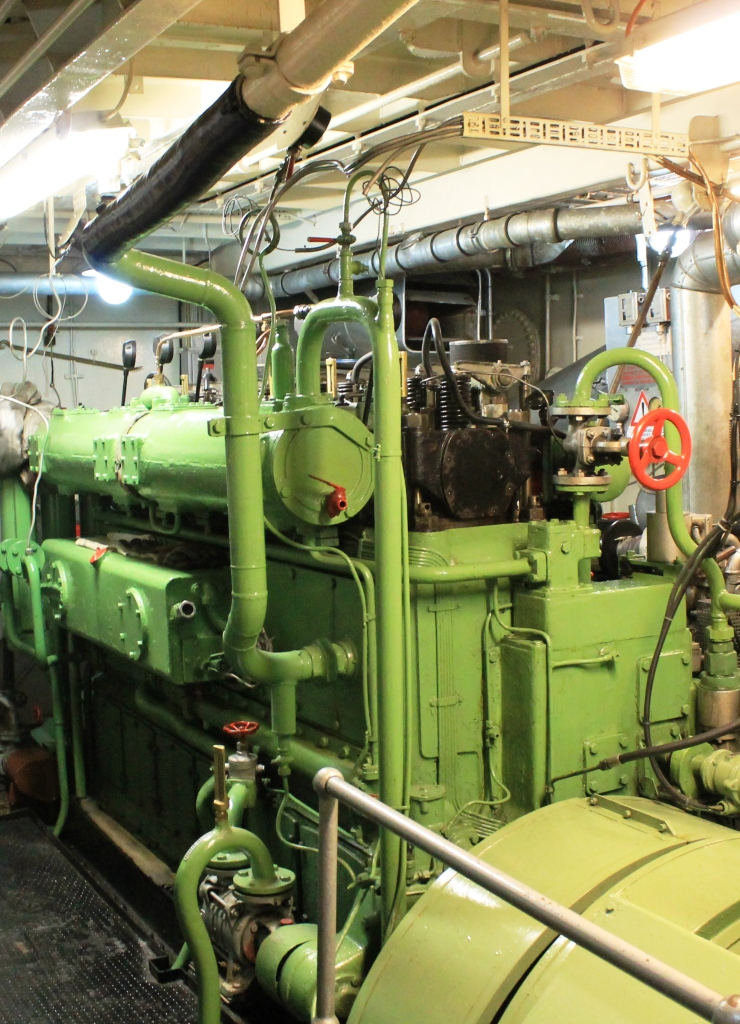
Maschinenraum: Blick auf den Hauptdiesel mit Generator

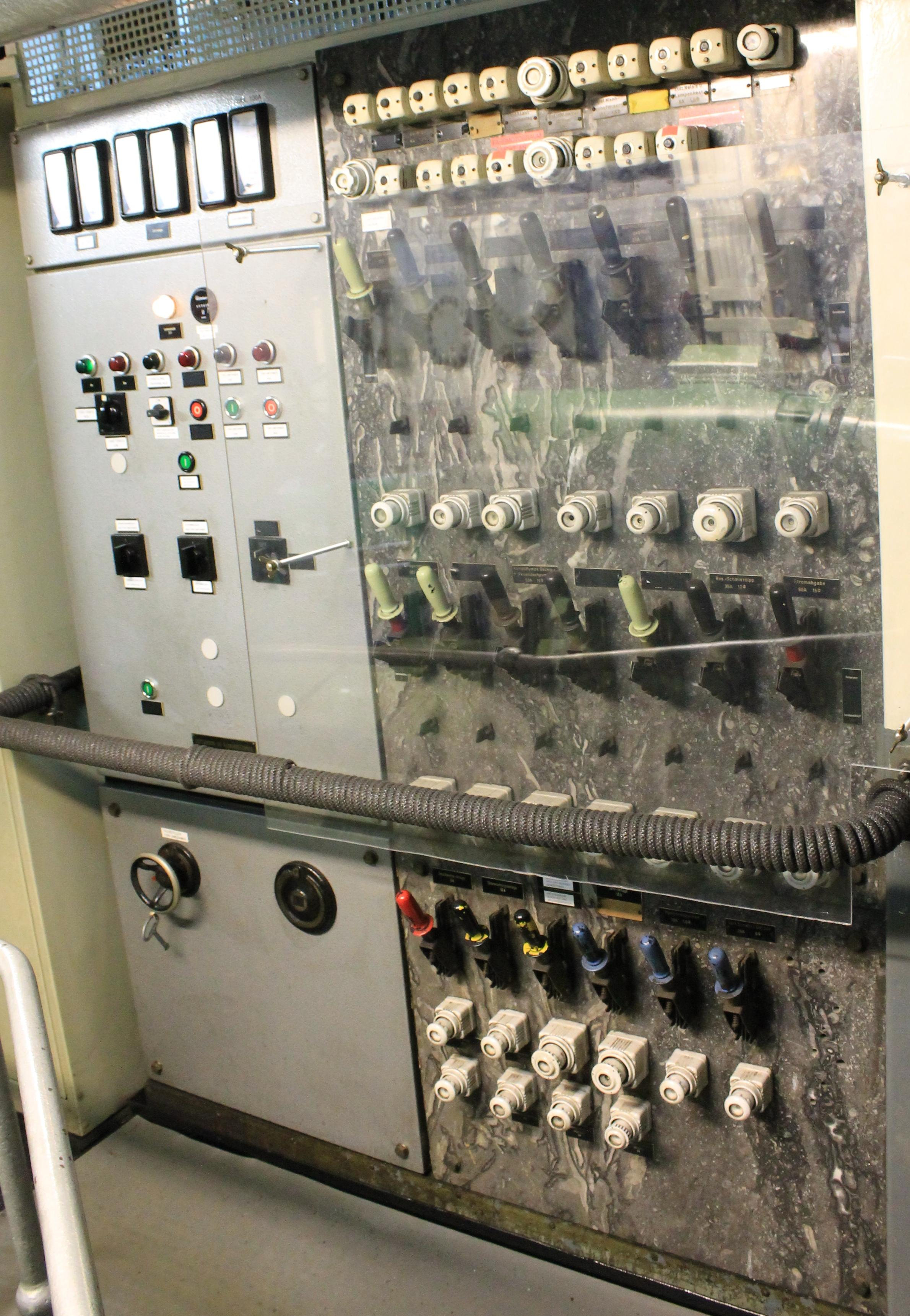
Maschinenraum: Blick auf die Schalttafel

Die Großer Michel ist eine ehemalige Hamburger Hafenfähre. Das dieselelektrisch angetriebene Schiff wurde 1955 als Typschiff für die HADAG gebaut, 1991 außer Dienst gestellt und nach einem Umbau zu einem fahrtüchtigen Hotel- und Eventschiff operiert sie heute überwiegend im Hamburger Hafen.

## Geschichte
Die Hafenfähre Großer Michel entstand auf der Oelkers-Werft und ist vom Typ IIIb-S. Schwesterschiffe waren die Bergedorf und Jungfernstieg.

### 1955 Bau auf der Oelkers-Werft
Auf der in Hamburg-Wilhelmsburg gelegene Johann Oelkers Schiffswerft wurde die Großer Michel 1955 gebaut, der Stapellauf erfolgte am 21. Juni 1955 und am 20. Dezember des Jahres die Ablieferung an die HADAG. Diese Werft war lange Zeit mit sieben Hafenfähren der größte HADAG-Lieferant.

### 1975 Umbenennung inMoorburg
Am 21. August 1975 erfolgte die Umbenennung in Moorburg. Das bisher relativ dunkle Oberdeck wurde heller, da seitlich große Seitenfenster und in die Decke eine große Dachluke eingebaut wurden. Neben dem Linienverkehr wurde die Moorburg mit ihrem extrem stabil ausgeführten Rumpf im Winter auch gern als Eisbrecher im Hamburger Hafen eingesetzt. Das Schiff wurde mit Eisklasse gemäß Zertifizierung der Schiffsuntersuchungskommission gebaut und war daher für leichten Eisgang ganzjährig zugelassen.

### 1991 Ende als Hafenfähre und Umbau als Event- und HotelschiffGroßer Michel
1991 wurde die Moorburg von der HADAG außer Dienst gestellt und im November des gleichen Jahres an den Kaufmann M. Doose verkauft. 1992 wurde das Schiff an die Firma 1st Congress Shipping Company veräußert und aufwendig zu einem Hotel- und Restaurantschiff umgebaut. Im Rahmen dieser Umbauten im Innenbereich entstanden ein Konferenzraum, eine Bar und ein Restaurant, außerdem Kabinen mit Duschbad, ein Wellness-Bereich mit Sauna. Auch der technische Bereich und die Antriebsanlage wurde überholt und modernisiert, um den Forderungen der Aufsichtsbehörden und den heutigen Ansprüchen der Passagiere zu entsprechen. Es wurde ein zusätzliches 50-Hertz-Wechselstromnetz installiert, das vom neuen Hafendieselgenerator versorgt wird, der als Nennleistung 48 kW erzeugen kann. Nach den Umbauarbeiten wurde sie wieder in Großer Michel umbenannt.
Heutzutage hat die ehemalige Hafenfähre (seit Juli 2016) eine Zulassung für 80 Fahrgäste/Tagesgäste, ist auch als Hotelschiff mit drei Doppelkabinen und zwei Einzelkabinen für 8–10 Schlafplätze fahrtüchtig und unternimmt regelmäßig Fahrten.

## Verwendung bei der HADAG alsGroßer MichelundMoorburg
Die Fähre wurde ab 1956 im Hafenverkehr eingesetzt, das waren die Zeiten mit hohem Fahrgastaufkommen bei der HADAG, im Rekordjahr 1958 wurden 21,3 Mio. Fahrgäste befördert. Zum Vergleich lagen die Passagierzahlen 2011 bei 7,65 Mio. und 2012 bei rund 8 Mio. Passagieren, d. h. weit unter der Hälfte im Vergleich zu 1958. Die Moorburg diente außer als Fähre und Eisbrecher auch als Schlepper, denn im Herbst wurden die HADAG-eigenen Pontons, die nicht an gerammten Pfählen im Strom der Unterelbe lagen, ins Winterlager verholt. Sie waren verankert und es bestand immer die Gefahr, dass die Anker bei Eisgang nicht hielten. Im Frühjahr wurde die Pontons dann wieder an ihre Standorte geschleppt und verankert.

## Heimathafen
Der Heimathafen ist nach wie vor Hamburg und nach Umbau von 1992 bis 1994 fand das Schiff Ende der 1990er Jahre am HADAG-Anleger Sandtorhöft beim Hamburger City-Sportboothafen seinen Stammliegeplatz.

## Technische Daten
Mit einer Länge von 30,1 Metern, Breite von 7,5 Metern und Tiefgang von 3,2 Metern verfügt das genietete Schiff über eine Konstruktionsverdrängung von 255 m³. Die Antriebsanlage verfügt über eine primäre Antriebsleistung von 380 PS (280 kW) bei einer Nenndrehzahl von 500/min. Sie wird von einem Sechszylinder-Deutz-Dieselmotor vom Typ V6M536 bereitgestellt. Der Motortyp wurde zu dieser Zeit auf größeren Schiffen auch häufig als Dieselgenerator zur Stromerzeugung eingesetzt, so auch bei den 1960/1961 gebauten Schiffen der Cap-San-Klasse, die vier dieser Motoren allerdings mit acht Zylindern an Bord haben. Auf dem Museumsschiff Cap San Diego sind sie ebenfalls heute noch in Betrieb.
Der Antrieb dieser historischen Hafenfähre erfolgt dieselelektrisch, der Antriebsdieselmotor treibt einen Generator mit 240 kW Nennleistung an (Spannung 400 Volt) und versorgt den elektrischen Fahrmotor mit einer Nennleistung von 221 kW bei einer Spannung von 380 Volt und einer Nenndrehzahl von 1250/min, die über ein Getriebe auf die Propellerdrehzahl von 180/min untersetzt wird. Der Propeller ist linksdrehend und hat einen Durchmesser von 2,5 Metern. Er verleiht dem Schiff eine Geschwindigkeit von 11 Knoten. Die dieselelektrische Antriebsanlage wurde von der AEG-Schiffbau in Hamburg geliefert.
Die Stromversorgung für das 110-V-Gleichstrom-Bordnetz erfolgt im Fahrbetrieb durch den vom Hauptdieselmotor angetriebenen Bordnetzgenerator mit 20 kW bei 1800/min. Für die Stromversorgung im Hafenbetrieb sorgte ein Hafendiesel vom Typ MWM KDW415Z mit 16 PS Nennleistung bei 1000/min, der einen AEG-Hafengenerator mit 10 kW Nennleistung bei 115 V antrieb.
Die Zahl der zugelassenen Passagiere richtete sich nach dem Fahrtgebiet:
- im Hamburger Hafen 607 Passagiere
- bis Glückstadt 489 Passagiere
- bis Cuxhaven 367 Passagiere